# Julija
Julija je žensko osebno ime.

## Izvor imena
Ime Julija je ženska oblika imena Julij.

## Različice imena
Džuljana, Jula, Julanda, Julči, Julčka, Julia, Juliana, Julica, Julie, Julete, Julijana, Julika, Juliška, Julita, Juljana, Juljeta, Julka

## Tujejezikovne različice imena
- pri Angležih: Yulia
- pri Čehih: Julie
- pri Italijanih: Giulia
- pri Poljakih: Julia
- pri Rusih: Юлия (Yulia)

## Pogostost imena
Po podatkih Statističnega urada Republike Slovenije je bilo na dan 31. decembra 2007 v Sloveniji število ženskih oseb z imenom Julija: 1.433. Med vsemi ženskimi imeni pa je ime Julija po pogostosti uporabe uvrščeno na 151. mesto.

## Osebni praznik
V koledarju je ime Julija zapisano 22. maja (Julija, mučenka s Korzike, † 22. maja v 3. stoletju), 16. februarja (Julija, mučenka v Nikomediji, † 16. februar 303) in 19. januarja (Julijana Falcoineri, † 19. januar 1304).